# Bezirk Zbaraż

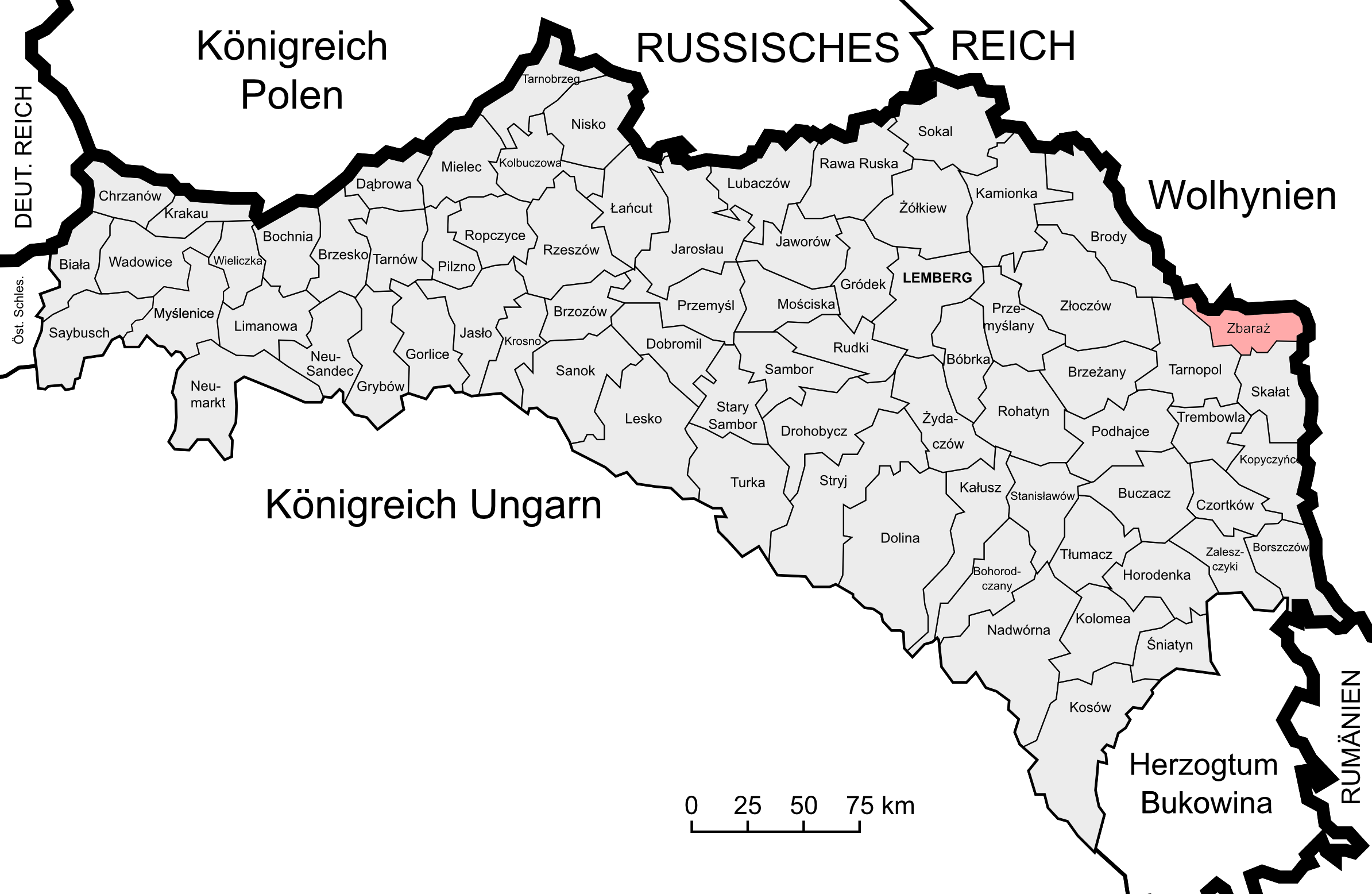
Lage des Bezirks Zbaraż im Kronland Galizien und Lodomerien

Der Bezirk Zbaraż war ein politischer Bezirk im Kronland Galizien und Lodomerien. Sein Gebiet umfasste Teile Ostgaliziens in der heutigen Westukraine (Oblast Ternopil, Rajon Sbarasch sowie Rajon Pidwolotschysk), Sitz der Bezirkshauptmannschaft war die Stadt Zbaraż. Im November 1918 war der Bezirk nach dem Zusammenbruch der Donaumonarchie am Ende des Ersten Weltkriegs kurzzeitig Teil der Westukrainischen Volksrepublik.
Er grenzte im Norden und Osten an das Russische Kaiserreich, im Süden an den Bezirk Skałat, im Südwesten an den Bezirk Tarnopol sowie im Westen an den Bezirk Brody.

## Geschichte
Nachdem die Kreisämter Ende Oktober 1865 abgeschafft wurden und deren Kompetenzen auf die Bezirksämter übergingen, schuf man nach dem Österreichisch-Ungarischen Ausgleich 1867 auch die Einteilung des Landes in zwei Verwaltungsgebiete ab. Zudem kam es im Zuge der Trennung der politischen von der judikativen Verwaltung zur Schaffung von getrennten Verwaltungs- und Justizbehörden. Während die gerichtliche Einteilung weitgehend unberührt blieb, fasste man Gemeinden mehrerer Gerichtsbezirke zu Verwaltungsbezirken zusammen.
Der neue politische Bezirk Zbaraż wurde aus folgenden Bezirken gebildet:
- Bezirk Zbaraż (mit 31 Gemeinden)
- Bezirk Medyń (mit 29 Gemeinden)
- Teilen des Bezirks Ihrowice (Gemeinden Mszczaniec, Ditkowce, Berezowica Mała, Iwanczany, Kurniki, Kobyła, Dobrowody, Czumałe, Opryłowce, Netreba)

Der Bezirk Zbaraż bestand bei der Volkszählung 1910 aus 62 Gemeinden sowie 48 Gutsgebieten und umfasste eine Fläche von 740 km². Hatte die Bevölkerung 1900 noch 67.383 Menschen umfasst, so lebten hier 1910 71.498 Menschen. Auf dem Gebiet lebten dabei mehrheitlich Menschen mit ruthenischer Umgangssprache (57 %) und griechisch-katholischem Glauben, Juden machten rund 7 % der Bevölkerung aus.

## Ortschaften
Auf dem Gebiet des Bezirks bestanden 1910 Bezirksgerichte in Nowe Sioło und Zbaraż, diesen waren folgende Orte zugeordnet:
Gerichtsbezirk Nowe Sioło:
- Dobromirka
- Hnilice Małe (Hniliczki)
- Hnilice Wielkie
- Hołoszyńce
- Hołotki
- Huszczanki
- Jacowce
- Klebanówka
- Klimkowce
- Koszlaki
- Koziary
- Łozówka
- Medyn
- Nowe Sioło
- Obodówka
- Palczyńce
- Pieńkowce
- Prosowce
- Skoryki
- Suchowce
- Szelpaki
- Terpiłówka
- Toki
- Worobijówka

Gerichtsbezirk Zbaraż:
- Bazarzyńce
- Berezowica Mała
- Czernichowce bestehend aus den Ortsteilen Czernichowce und Werniaki
- Czumale
- Dobrowody
- Hłuboczek Mały
- Hrycowce
- Iwanczany
- Iwaszkowce
- Kapuścińce
- Kobyla
- Krasnosielce
- Kretowce
- Kujdańce
- Kurniki Iwanczańskie
- Lisieczyńce
- Lubianki Niższe
- Lubianki Wyższe
- Netreba
- Nowiki
- Ochrymowce
- Opryłowce
- Romanowe Sioło
- Roznoszyńce
- Sieniachówka
- Sieniawa
- Stryjówka
- Szyły
- Tarasówka
- Wałachówka
- Załuże
- Zarubińce
- Zarudeczko
- Zarudzie
- Stadt Zbaraż
- Zbaraż Stary